# محمدحسین فیروز
محمدحسین فیروز (زاده ۱۲۷۰ تبریز – درگذشته ۱۳۶۲ لوزان، سوئیس) شاهزاده قاجار، فرزند عبدالحسین میرزا فرمانفرما و نوه دختری مظفرالدین‌شاه  بود.

## زندگی‌نامه
در تبریز متولد شد. پدرش عبدالحسین میرزا فرمانفرما نوه عباس میرزا و مادرش عزت‌السلطنه دختر مظفرالدین‌شاه قاجار بود. پس از طی تحصیلات مقدماتی در تهران به همراه برادرش نصرت‌الدوله به اروپا رفت و مدت پنج سال در بلژیک و فرانسه به تحصیل پرداخت. سپس به روسیه رفت و در مدرسه نظامی کوردوپاژ که مخصوص شاهزادگان روسی بود و ریاست افتخاری آن را تزار برعهده داشت، به تکمیل فنون نظامی مشغول شد. پس از اتمام تحصیل به دستور تزار وارد هنگ هوسارد ارتش روسیه شد و در جنگ‌های آن کشور با قوای آلمان و اتریش شرکت کرد. در یکی از نبردها به شدت مجروج شد و به بیمارستان نظامی سن پترزبورگ انتقال یافت و پس از بهبودی به ایران بازگشت. در سفر اول احمدشاه   به اروپا، فیروز با درجه سرهنگی ژنرال آجودان شاه بود و پس از بازگشت در سال ۱۳۰۰ به ریاست ستاد لشکر آذربایجان منصوب شد. پس از مدتی ریاست ستاد نیروی جنوب و فرماندهی تیپ اصفهان به او واگذار شد. فیروز در خلع سلاح عشایر در مناطق رامهرمز و کهگیلویه شرکت داشت. او دو بار و به ترتیب در سال‌های ۱۳۰۴ و ۱۳۰۸ به فرماندهی تیپ فارس منصوب شد و در فرونشاندن شورش عشایر فارس به همراه احمد نخجوان و فضل‌الله زاهدی شرکت کرد. رضاشاه او را به دلیل بی‌لیاقتی و ناتوانی در سرکوب عشایر فارس از ارتش اخراج و زندانی کرد. او پس از آزادی زیر نظر پلیس رضاشاهی زندگی می‍کرد تا پس از شهریور ۱۳۲۰ بار دیگر وارد ارتش شد و با درجه سرتیپی به فرماندهی لشکر سوارنظام تهران رسید. بعد از مدتی به فرماندهی لشکر فارس منصوب گشت و در سال ۱۳۲۲ فرمانده سپاه جنوب و استاندار فارس شد. در این مأموریت اوضاع نابسامان فارس را سامان داد و امنیت را در مناطق جنوبی کشور برقرار ساخت. فیروز در شهریور ۱۳۲۳ در ترمیم کابینه محمد ساعد به وزارت جنگ معرفی شد اما بیش از یک ماه در این سمت نماند. در آبان ۱۳۲۴ در دوره دوم نخست‌وزیری ابراهیم حکیمی وزیر راه شد ولی پیش از سقوط دولت استعفا داد. بار دیگر در بهمن ۱۳۲۴ در کابینه اول قوام به وزارت راه رسید و در ترمیم کابینه همچنان عهده‌دار این پست بود. در ترمیم سوم کابینه قوام در مهرماه ۱۳۲۵ استعفا داد و تا پایان عمر عهده‌دار شغل دولتی نشد. او در سال ۱۳۶۲ در لوزان درگذشت. فیروز مردی تحصیل کرده و آداب‌دان بود و غالب اوقات خود را به شکار و مطالعه می‌گذراند.
فیروز در سفر اول خود به شیراز با صفیه نمازی (۱۲۸۵، هنگ کنگ - ۱۳۶۹، پاریس) دختر محمدحسن نمازی ازدواج کرد و صاحب دو فرزند شد:
1. اسکندر فیروز (۱۳۰۵، شیراز- ۱۳۹۸، واشینگتن، دی. سی)نماینده ادوار ۱۹ و ۲۰ مجلس شورای ملی، «رئیس سازمان شکاربانی و نظارت بر صید» ۱۳۴۶–۱۳۵۰، رئیس اجلاس سازمان ملل برای آماده‌سازی کنواسیون‌های کنفرانس جهانی استکهلم ۱۳۵۰، نایب رئیس نخستین کنفرانس بین‌المللی محیط زیست ۱۳۵۱، مؤسس سازمان حفاظت محیط زیست ایران و رئیس آن سازمان ۱۳۵۰–۱۳۵۶، دبیرکل مؤسسه گیاه‌شناسی ایران ۱۳۵۰–۱۳۵۷، مؤسس باغ گیاه‌شناسی ملی ایران. او با دختر حسین علاء ازدواج کرد و صاحب سه فرزند شد.
2. نرسی فیروز (۱۳۰۷، تهران- ۱۳۷۳، قره تپه شیخ)[۴] با لوئیز فیروز ازدواج کرد.

## نشان‌ها
- Grand Cross of the Order of the Crown of Belgium
- Grand Cross of the Legion of Honour[۳]

## یادکرد
1. 1 2 3 4 5  شرح حال رجال سیاسی و نظامی معاصر ایران، صص. ۱۱۳۹–۱۱۴۱
2. 1 2 3 4 5  رضا شاه و قشون متحدالشکل، ص. ۴۰۸
3. 1 2 3  «The Qajar Dynasty,Firuz & Farmanfarmaian GENEALOGY». The Royal Ark. دریافت‌شده در ۱۸ تیر ۱۳۹۰.
4. ↑  «سایت سازمان بهشت زهرا». بایگانی‌شده از اصلی در ۳۰ ژوئیه ۲۰۲۱. دریافت‌شده در ۶ اوت ۲۰۲۱.